# عبدی کوفی
ابومحمد سفیان بن مصعب عبدی کوفی از یاران جعفر صادق و از شاعران شیعی است. در سال ۱۰۴ ه‍.ق متولد شد. او از جعفر صادق فضایل اهل بیت را می‌آموخت و سپس به شعر می‌آورد و بر جعفر صادق عرضه می‌کرد. در سال ۱۷۸ ه‍.ق در کوفه درگذشت.